# Wu-Schule
Die Wu-Schule (chinesisch 吴派 / 吳派, Pinyin Wúpài, W.-G. Wu-p'ai) war eine der Schulen der konfuzianischen Klassiker, welche sich der Sammlung und dem Studium der Kommentare zu konfuzianischen Klassikern von Gelehrten der Han-Dynastie widmete. Sie wurde so genannt, weil ihr Hauptvertreter, Hui Dong (1697–1758), aus dem Kreis Wu, Provinz Jiangsu, stammte. Zu anderen Hauptvertretern der Schule zählen Yu Xiaoke, Jiang Sheng, Qian Daxin und Wang Mingsheng.